# Ksiloglukan:ksiloglukozil transferaza
Ksiloglukan:ksiloglukozil transferaza (EC 2.4.1.207, endo-ksiloglukanska transferaza, ksiloglukanska endotransglikozilase) je enzim sa sistematskim imenom ksiloglukan:ksiloglukan ksiloglukanotransferaza. Ovaj enzim katalizuje sledeću hemijsku reakciju
Razlaganje beta-(1->4) veze u ksiloglukanskoj osnovi i prenos ksiloglukanilnog segmenta na O-4 neredukujući terminalni glukozni ostatak akceptora, koji može da bude ksiloglukan ili oligosaharid ksiloglukana
Ovaj enzim ne koristi celo-oligosaharide kao donore ili akceptore.

## Literatura
- Nicholas C. Price; Lewis Stevens (1999). Fundamentals of Enzymology: The Cell and Molecular Biology of Catalytic Proteins (Third изд.). USA: Oxford University Press. ISBN 019850229X.
- Eric J. Toone (2006). Advances in Enzymology and Related Areas of Molecular Biology, Protein Evolution (Volume 75 изд.). Wiley-Interscience. ISBN 0471205036.
- Branden C; Tooze J. Introduction to Protein Structure. New York, NY: Garland Publishing. ISBN 0-8153-2305-0.
- Irwin H. Segel. Enzyme Kinetics: Behavior and Analysis of Rapid Equilibrium and Steady-State Enzyme Systems (Book 44 изд.). Wiley Classics Library. ISBN 0471303097.

## Spoljašnje veze
- Xyloglucan:xyloglucosyl+transferase на 